# Campsidium valdivianum
Campsidium valdivianum là một loài thực vật có hoa trong họ Chùm ớt. Loài này được (Phil.) W.Bull mô tả khoa học đầu tiên năm 1871.